# Günter Wieske
Günter Wieske (* 23. August 1925 in Berlinchen, Kreis Soldin; † 20. Oktober 2020 in Heiligenstadt in Oberfranken) war ein deutscher baptistischer Theologe und Pastor. Er ist der Begründer der Gemeinde-Bibel-Schule (GBS), ein Bibelstudienprogramm des Bundes Evangelisch-Freikirchlicher Gemeinden (BEFG), das heute unter anderem Namen weiterexistiert und gemeinsam mit dem Bund Freier evangelischer Gemeinden (FeG) herausgegeben wird. Wieske war auch Initiator des ökumenischen Jahres der Bibel 1992. Nach seinem Eintritt in den Ruhestand 1989 war er verstärkt als Autor tätig.

## Leben und Wirken
Günter Wieske studierte Anglistik, Evangelische Theologie, Pädagogik und Psychologie. 1954 promovierte er mit einer Dissertation zum Thema Die puritanische Moralpsychologie John Owens und ihre Parallelen in der englischen Literatur. Doktorvater war ein katholischer Anglist der Philosophischen Fakultät der Universität Hamburg.
Wieske war von 1953 bis 1958 Dozent am Jugendseminar Hamburg und parallel von 1954 bis 1958 Bundesjungscharwart. Zwischen 1955 und 1958 war er Jugendsekretär der Europäischen Baptistischen Föderation (EBF), dann bis 1962 in der Ökumenische Centrale in Frankfurt. Von 1962 bis 1966 war er im Gemeindedienst Münster tätig und danach bis 1970 als Missionssekretär des westfälischen evangelisch-freikirchlichen Regionalverbandes. Anschließend arbeitete er bis 1974 im Missionsdienst in Norwegen, von 1974 bis 1988 als Referent für Gemeindeaufbau und Gemeindebibelschule in der Heimatmission des Bundes Evangelisch-Freikirchlicher Gemeinden (BEFG) und danach bis 1989 als Referent für die Umsiedlerarbeit des BEFG.
Wieske war Gründer der Gemeinde-Bibel-Schule (GBS) des BEFG. Das Bibel-Studienprogramm führte er in Deutschland ein, nachdem er es 1976 während einer Studienreise in die USA kennenlernte. Dort treffen sich Interessenten am Sonntag vor dem Gottesdienst in der sogenannten Sonntagsschule zum gemeinsamen Bibelstudium. Er gehörte zum Verfasserteam der „Arbeitshefte für Bibelstudium und Gruppengespräch“, der Bibelstudienhefte für kleine Gruppen der Gemeinde-Bibel-Schule, dessen erstes Heft 1977 erschien. Als freikirchlicher Referent war er wissenschaftlicher Mitarbeiter Manfred Krügers, des Geschäftsführers der Arbeitsgemeinschaft Christlicher Kirchen in Deutschland (ACK).
Nach dem Eintritt in den Ruhestand 1989 begann Wieskes schriftstellerische Tätigkeit. Im Roman „Der letzte Papst“ beschrieb er die Schwierigkeiten eines Geistlichen, der seinen christlichen Glauben ernst nimmt und konsequent Jesus Christus nachfolgen will. Mit dem von ihm initiierten „Jahr mit der Bibel 1992“ wurden erstmals evangelische Landes- und Freikirchen, die katholische Kirche sowie christliche Werke und Verbände zu einem gemeinsamen Großprojekt zusammengeführt. Er gehörte zur Baptistengemeinde Heiligenstadt und schrieb dort regelmäßig im Gemeindebrief. Ab 1997 war er Pädagogischer Leiter des Studiengangs „Lernen für den Dienst“ des dreijährigen nebenberuflichen Fernstudiums, ein Fortbildungsangebot vor allem für Spätaussiedler im Bund Evangelisch-Freikirchlicher Gemeinden in Schmitten-Dorfweil (Taunus).
Ab 2009 lebte Günter Wieske mit seiner Frau Lilian, einer Norwegerin, im Tabea-Zentrum Leinleitertal. Das Paar hatte zwei Töchter. Wieskes Bruder Johannes, der 2020 im Alter von 97 Jahren starb, war Mitglied der deutsch-chilenischen Sekte Colonia Dignidad und dort als Architekt für Bauvorhaben zuständig.

## Veröffentlichungen (Auswahl)
- Die puritanische Moralpsychologie John Owens und ihre Parallelen in der englischen Literatur (Dissertation vom 9. März 1954, Philosophische Fakultät, Hamburg)
- Ausgesandt zu zweit. Eine Handreichung für freikirchliche Besuchsmission, J. G. Oncken Verlag, Kassel 1960.
- Weltweite Evangelisation (Ökumenische Arbeitshefte; Heft 1), Lembeck, Frankfurt a. M. 1961.
- Report über eine Gebietsmission, Brendow & Sohn, Duisburg 1968.
- Persönliche Evangelisation (Gemeinde und Welt; Band 6), Oncken-Verlag, Wuppertal 1974, ISBN 978-3-7893-0476-7.
- Betrifft: Gemeinde-Bibelschule. Ein Weg zu gesundem Gemeindewachstum, Oncken-Verlag, Wuppertal 1977, ISBN 978-3-7893-0526-9.
- Öffnet die Häuser. Der missionarische und katechetische Auftrag von Hauskreisen, Christliches Verlagshaus, Stuttgart 1988, ISBN 978-3-7675-7041-2.
- Für jeden Tag. Mit dem Neuen Testament durchs Jahr, Verlag R. Brockhaus, Wuppertal 1990, ISBN 978-3-417-24093-1.
- Prayers for all peoples (Gebete aus der Bibel in Englisch, Russisch, Deutsch, Französisch), Oncken-Verlag, Wuppertal 1993, ISBN 978-3-7893-7203-2.
- Wie geht es Gott?, Brunnen-Verlag, Gießen 1997, ISBN 978-3-7655-1613-9.
- Gemeindepädagogik für die Praxis, Puls-Verlag, Bornheim/Bonn 1998, ISBN 978-3-933398-04-8.
- mit Heinrich Löwen (Hrsg.): Sie folgten Jesus nach (2 Bände), Puls-Verlag, Bornheim/Bonn.
  - Band 1: Lebensbilder, die Mut Machen, 1999, ISBN 978-3-933398-05-5.
  - Band 2: Lebensbilder, die Mut Machen, 2000, ISBN 978-3-933398-07-9.
- Drei Freunde gegen rechts. Einladung zum Aussteigen, Wieske, Kronberg 2002, ISBN 978-3-8311-2802-0.
- Der letzte Papst (Roman) Heiligenstadt 2004, ISBN 978-3-8334-0380-4.
- Wie ist es im Himmel?, Oncken-Verlag, Wuppertal 2008.
- dankzettel, Oncken-Verlag, Wuppertal 2008?
- Anno 2045 – der letzte Papst. Ein Zukunftsroman, WDL-Verlag, Hamburg 2014, ISBN 978-3-86682-152-1.
- Notwehr (Krimi), Heiligenstadt 2017, ISBN 978-3-00-056953-1.
- Jean Baptiste. Eine Zukunftsvision (Roman), Blessings 4 you, Stuttgart 2019, ISBN 978-3-00-062413-1.
- Papa, was machst Du?, Blessings 4 you, Stuttgart 2020, ISBN 978-3-00-065362-9.
- Glaubensfreiheit. Geschichten von Menschen, die Mut machen, Oncken-Verlag, Kassel 2020, ISBN 978-3-87939-711-2.

Aufsätze
- William Carey. Ein Freikirchler ruft die Christen zur Weltmission. In: Günter Gloede (Hrsg.): Ökumenische Profile. Brückenbauer der einen Kirche, Zeitschrift der Savigny-Stiftung für Rechtsgeschichte: Kanonistische Abteilung, Band 50: Heft 1, 1961.
- Das Ökumenische Gebet, eine ungelöste Aufgabe. Zur Geschichte der ökumenischen Gebetswochen. In: Ökumenische Rundschau 10, Jahrgang 1961, S. 29–41.
- Ausländische Stimmen über Neu-Delhi. In: Ökumenische Rundschau 11, Jahrgang 1962, S. 147–170.